# Fuki-ji

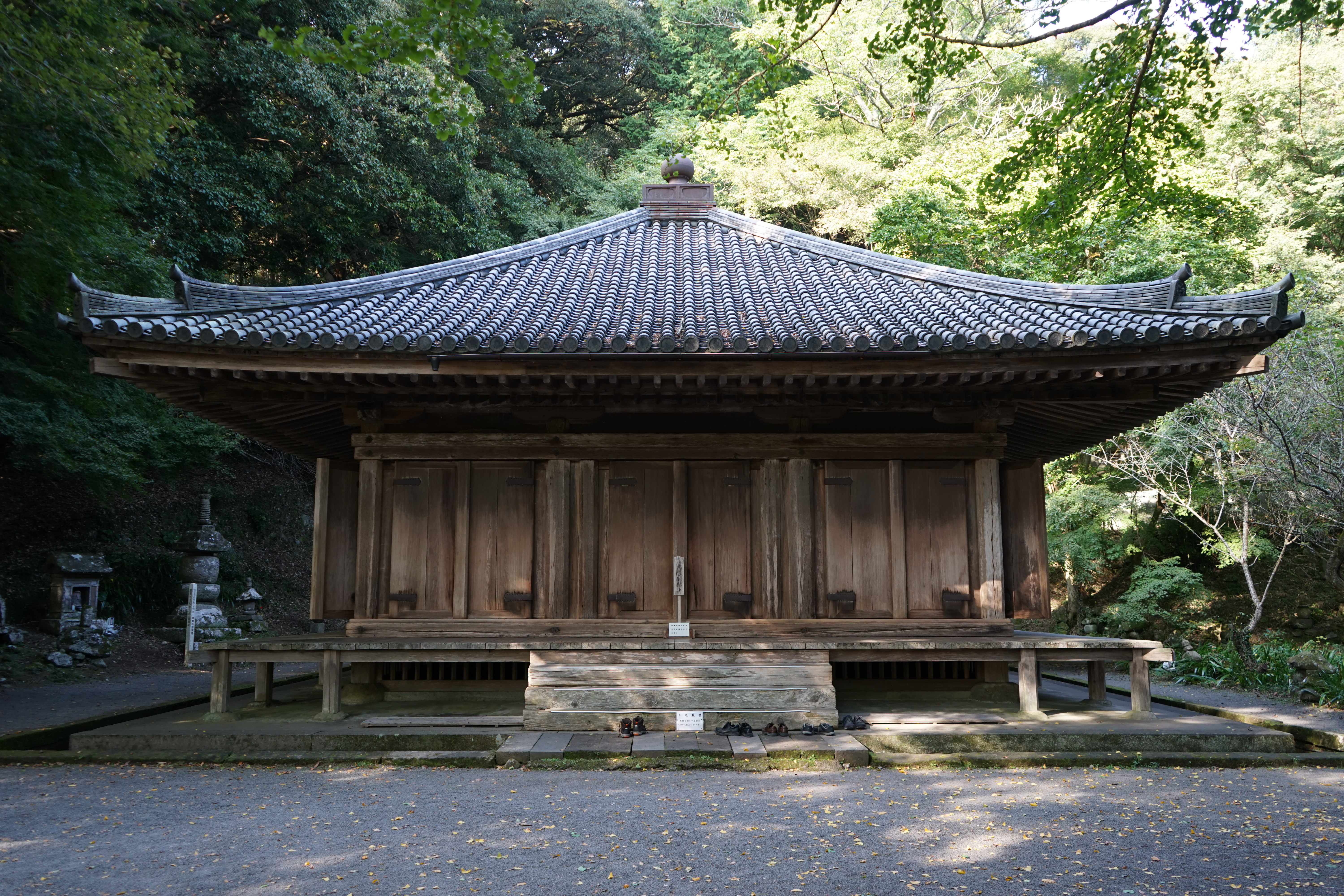
Halle

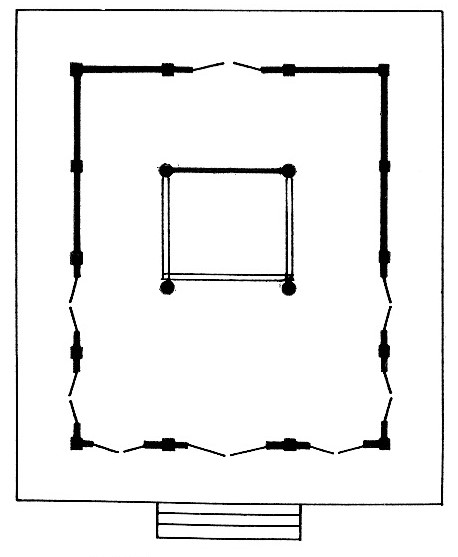
Plan der Halle

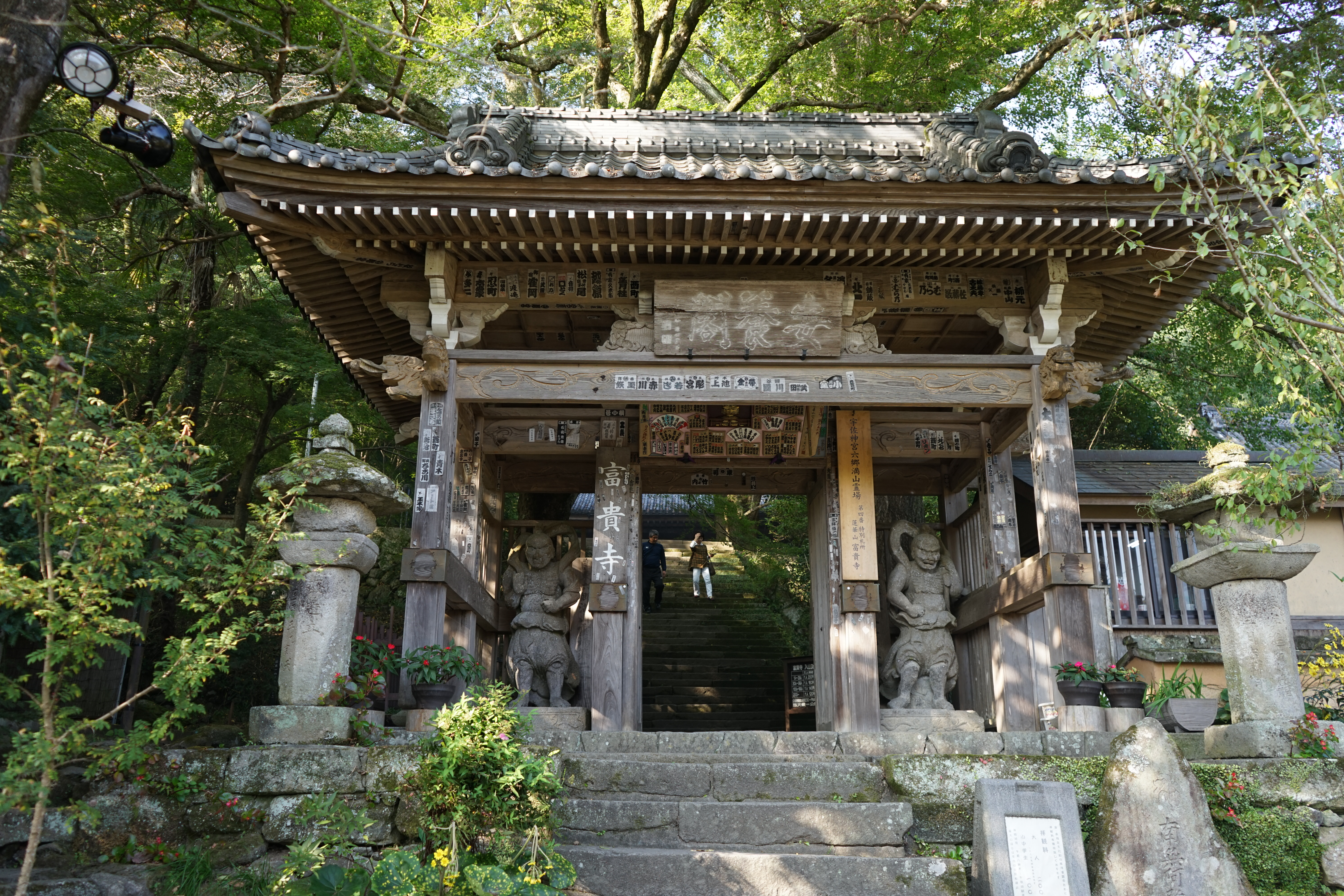
Niō-Tor

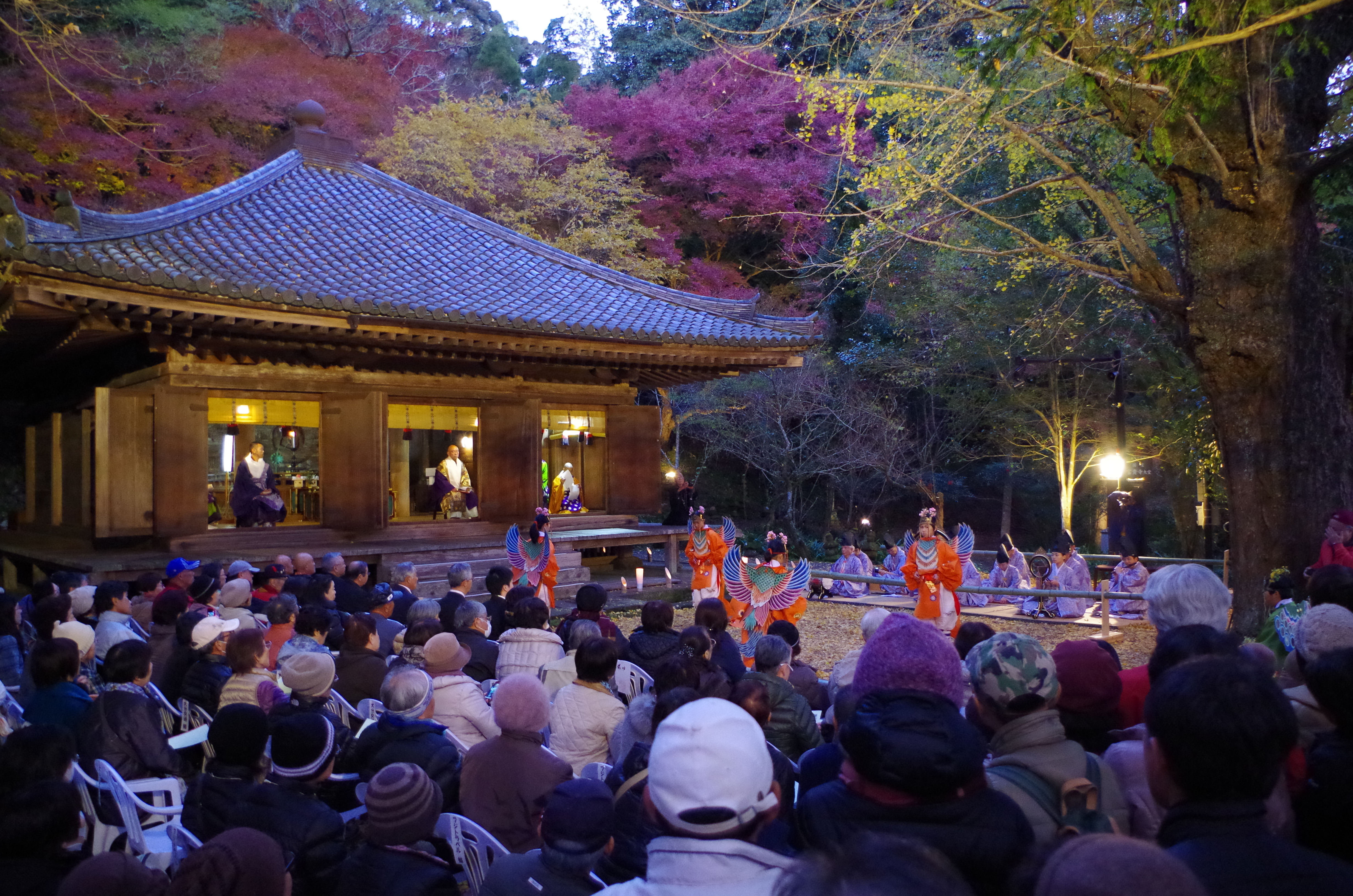
Tanz-Aufführung vor der Halle

Der Fuki-ji (japanisch 富貴寺) ist ein Tempel der Tendai-Richtung des Buddhismus in der Stadt Bungo-Takada in der Präfektur Ōita.

## Geschichte
Der Tempel wurde im 12. Jahrhundert als Gebetstempel (祈願寺, Kiganji) des Oberpriesters des Usa Hachiman-gū angelegt. Er ist einer der Rokugō manzan (六郷満山), also der einer der vielen Tempel (Manzan) auf den sechs Bergen (Rokugō) um und mit dem 720 m hohen Berg Futago (両子山), auf der Kunisaki-Halbinsel.

## Anlage
Unter den Gebäuden des Tempels ist die Große Halle (大堂, Ōdō) das älteste hölzerne Gebäude von ganz Kyūshū und ist als Nationalschatz registriert. Die nicht sehr große Halle ist 3 Ken, hier rund 7,7 m, breit und 4 Ken, hier rund 9,33 m tief. Sie ist von einem breiten Umgang umgeben. Das mit Ziegeln in Form des seltenen Gyōki-buki gedeckte Dach läuft in einer Spitze zusammen, hat also angenäherte Pyramidenform. Allerdings scheint es nicht das ursprüngliche Dach zu sein.
Die Halle dient als Hintergrund für regelmäßige Freiluftkonzerte.
In der Nähe der Halle stehen fünf unterschiedlich gestaltete buddhistische Grabmale (傘塔婆, Kasatōba) aus Stein aus der Mitte des 13. Jahrhunderts. Sie sind als Wichtiges Kulturgut der Präfektur registriert.

## Schätze des Tempels
Hauptkultfigur ist ein sitzender Amida-Nyorai, der 85,7 cm hoch ist und aus Eibenholz-Stücken zusammengesetzt ist. Er stammt aus dem Ende des 12. Jahrhunderts. Er ist im sogenannten Jōchō-Stil (定朝様) gehalten. Ursprünglich war die Figur wohl lackiert, aber der ist verloren gegangen.
Außerdem wird in der Halle eine Trinität, bestehend aus einem Aida-Buddha und zwei schützenden Begleitern, verehrt. Sie ist als Wichtiges Kulturgut der Präfektur registriert. Die Buddha-Figur in der Mitte ist 87,5 cm hoch, die bei Aufsicht linksstehende Kannon ist 103 cm und die rechts stehende Kannon 102,5 cm hoch. Die aus Zedernholz gefertigten Figuren werden auf die Heian-Zeit datiert. Ursprünglich war diese Gruppe die wichtigste.